# Grand Prix-wegrace van Australië 1989
De Grand Prix-wegrace van Australië 1989 was de tweede race van het wereldkampioenschap wegrace voor motorfietsen in het seizoen 1989, maar het was ook de eerste Australische Grand Prix in de geschiedenis. De races werden verreden op 9 april 1989 op het Phillip Island Grand Prix Circuit, 80 kilometer ten zuiden van Melbourne. In Australië kwamen de 500cc-, de 250cc-klasse en de 125cc-klasse aan de start.

## Algemeen
Voor het eerst in de geschiedenis konden inwoners van Oceanië binnen een overzichtelijke afstand naar de wedstrijden om het wereldkampioenschap kijken. Ze hadden zelf al enkele wereldkampioenen voortgebracht, zoals de Australiërs Keith Campbell (wereldkampioen 350 cc seizoen 1957), Kel Carruthers (wereldkampioen 250 cc seizoen 1969) en Tom Phillis (wereldkampioen 125 cc seizoen 1961) en de Nieuw-Zeelander Hugh Anderson (wereldkampioen 50 cc en 125 cc seizoen 1963, wereldkampioen 50 cc seizoen 1964, wereldkampioen 125 cc seizoen 1965) maar ook drievoudig Isle of Man TT-winnaar Graeme Crosby, Keith Turner die met een opgevoerde Suzuki T 500-straatmotor tweede werd in het seizoen 1971 en Kim Newcombe, die hetzelfde deed met een König-buitenboordmotor in het seizoen 1973. Nu Wayne Gardner, Kevin Magee en de jonge Mick Doohan furore maakten in het wereldkampioenschap wegrace kwam het goed uit dat Australië zijn eigen race kreeg. Voor de gelegenheid kreeg Malcolm Campbell van HRC een 500cc-fabrieksracer uit 1988. De Grand Prix trok 92.000 toeschouwers.

## 500cc-klasse
Met uitzondering van Kevin Schwantz hadden bijna alle 500cc-rijders moeite met de afstelling van hun machines en de keuze van de banden. Wayne Rainey kreeg tijdens de trainingen zijn veerafstellingen niet onder controle en moest hopen dat op de ochtend voor de race nog in orde te krijgen. Er vond een vervelend ongeluk plaats toen Kevin Magee's Yamaha vastliep. Magee stuurde zijn machine naar de zijkant van de baan, juist toen Eddie Lawson hem wilde passeren. Er volgde een harde botsing waarbij beiden ongedeerd bleven. Wayne Gardner werd onderuit gereden door Michael Rudroff, ook zonder ernstige gevolgen. 

### De training

#### Trainingstijden
| Pos | Coureur             | Merk                               | Tijd    |
| --- | ------------------- | ---------------------------------- | ------- |
| 1.  | Kevin Schwantz      | Pepsi-Suzuki                       | 1"34'99 |
| 2.  | Wayne Rainey        | Roberts-Lucky Strike-Yamaha        | 1"35'40 |
| 3.  | Wayne Gardner       | Rothmans-HRC-Honda                 | 1"35'77 |
| 4.  | Tadahiko Taira      | Tech 21-Yamaha                     | 1"35'80 |
| 5.  | Christian Sarron    | Gauloises-Sonauto-Yamaha           | 1"35'93 |
| 6.  | Kevin Magee         | Roberts-Lucky Strike-Yamaha        | 1"35'99 |
| 7.  | Eddie Lawson        | Kanemoto Racing-Rothmans-HRC-Honda | 1"36'02 |
| 8.  | Freddie Spencer     | Agostini-Marlboro-Yamaha           | 1"36'23 |
| 9.  | Niall Mackenzie     | Agostini-Marlboro-Yamaha           | 1"36'46 |
| 10. | Pierfrancesco Chili | Gallina-HB-HRC-Honda               | 1"36'75 |

### De race

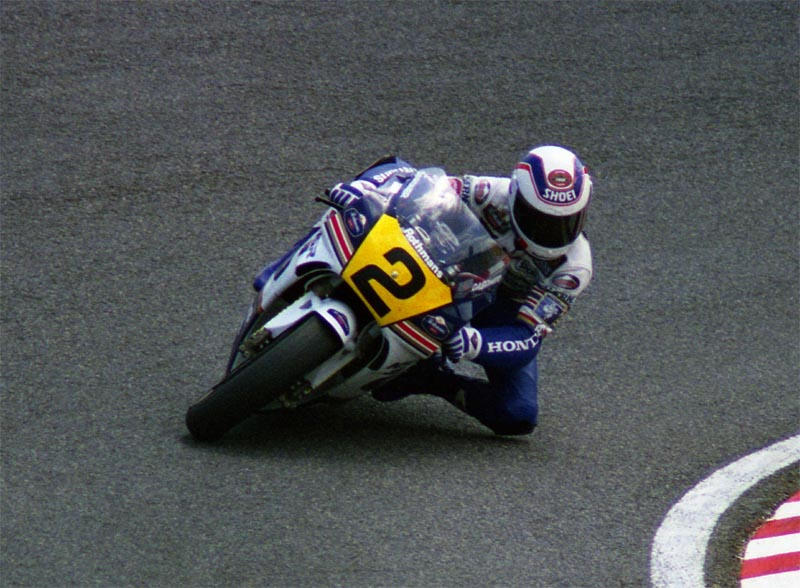
Wayne Gardner

Tadahiko Taira had de snelste start, maar werd in de eerste bocht al gepasseerd door Kevin Schwantz. In bocht vier maakte Schwantz echter een highsider mee, waarbij zijn achtervolgers hem maar net konden ontwijken. Wayne Rainey nam een kleine voorsprong, die door de Australiërs al snel dichtgereden werd, eerst door Kevin Magee en Mick Doohan, later volgde ook Wayne Gardner. Eddie Lawson was na zijn val in de training niet helemaal fit en werd gepasseerd door Freddie Spencer, die ook in gevecht ging met Christian Sarron. In de elfde ronde nam Gardner de leiding en Sarron passeerde Magee. Spencer leek zich goed in de kopgroep te kunnen handhaven, maar kwam ten val door een vastloper. Gardner won zijn thuis-Grand Prix voor Rainey en Sarron. Lawson werd slechts vijfde. 
| Pos | Coureur           | Merk                               | Ronden | Tijd      | Grid | Punten |
| --- | ----------------- | ---------------------------------- | ------ | --------- | ---- | ------ |
| 1   | Wayne Gardner     | Rothmans-HRC-Honda                 | 30     | 48"15'94  | 3    | 20     |
| 2   | Wayne Rainey      | Roberts-Lucky Strike-Yamaha        | 30     | +0'35     | 2    | 17     |
| 3   | Christian Sarron  | Gauloises-Sonauto-Yamaha           | 30     | +0'47     | 5    | 15     |
| 4   | Kevin Magee       | Roberts-Lucky Strike-Yamaha        | 30     | +1'51     | 6    | 13     |
| 5   | Eddie Lawson      | Kanemoto Racing-Rothmans-HRC-Honda | 30     | +10'97    | 7    | 11     |
| 6   | Tadahiko Taira    | Tech 21-Yamaha                     | 30     | +12'57    | 4    | 10     |
| 7   | Ron Haslam        | Pepsi-Suzuki                       | 30     | +32'46    | 11   | 9      |
| 8   | Mick Doohan       | Rothmans-HRC-Honda                 | 30     | +47'66    | 12   | 8      |
| 9   | Michael Dowson    | Yamaha                             | 30     | +1"27'82  | 16   | 7      |
| 10  | Dominique Sarron  | ELF-ROC-HRC-Honda                  | 29     | +1 ronde  | 17   | 6      |
| 11  | Alessandro Valesi | Iberna-Yamaha                      | 29     | +1 ronde  | 19   | 5      |
| 12  | Simon Buckmaster  | Team Katayama-Honda                | 29     | +1 ronde  | 20   | 4      |
| 13  | Marco Gentile     | Fior-Marlboro-Yamaha               | 29     | +1 ronde  | 18   | 3      |
| 14  | Niggi Schmassmann | Technotron-Honda                   | 27     | +3 ronden | 22   | 2      |
| 15  | Michael Rudroff   | Rallye Sport-Honda                 | 27     | +3 ronden | 21   | 1      |

| Coureur                      | Merk                     | Ronden | Oorzaak            | Grid |
| ---------------------------- | ------------------------ | ------ | ------------------ | ---- |
| Randy Mamola                 | Cagiva Corse             | 24     | Oververhitte motor | 14   |
| Fernando González De Nicolás | Club Cross Pozuelo-Honda | 23     |                    | 24   |
| Freddie Spencer              | Agostini-Marlboro-Yamaha | 22     | Val door vastloper | 8    |
| Niall Mackenzie              | Agostini-Marlboro-Yamaha | 22     | Val                | 9    |
| Bubba Shobert                | Cabin-HRC-Honda USA      | 16     |                    | 13   |
| Pierfrancesco Chili          | Gallina-HB-HRC-Honda     | 5      | Val                | 10   |
| Greg Drew                    | PRP                      | 1      |                    | 23   |
| Malcolm Campbell             | HRC Australia-Honda      | 0      | Val                | 15   |
| James Judd                   | Yamaha                   | 0      |                    | 25   |
| Kevin Schwantz               | Pepsi-Suzuki             | 0      | Val                | 1    |

| Coureur       | Merk   |
| ------------- | ------ |
| Craig Harwood | Yamaha |

| Coureur           | Merk                             | Oorzaak |
| ----------------- | -------------------------------- | ------- |
| Adrien Morillas   | ELF-ROC-HRC-Honda                | [ 1 ]   |
| Roger Burnett     | Rothmans-HRC-Honda               | [ 2 ]   |
| Luca Cadalora     | Agostini-Marlboro-Yamaha         | [ 3 ]   |
| Rob McElnea       | Cabin-HRC-Honda                  |         |
| Alberto Rota      | Yamaha                           |         |
| Andreas Leuthe    | Librenti-Suzuki                  |         |
| Peter Lindén      | Flygvapnet-Eurovan Germany-Honda |         |
| Fred Merkel       | Gallina-HB-HRC-Honda             |         |
| Shinichi Ito      | Seed-HRC-Honda                   | [ 4 ]   |
| Shunji Yatsushiro | Pentax-HRC-Honda                 | [ 4 ]   |
| Kunio Machii      | Nescafé-Yamaha                   | [ 4 ]   |
| Jose Morillas     | Honda                            |         |
| Sepp Doppler      | Honda                            |         |
| Alois Meyer       | Rallye Sport-Honda               |         |
| Romolo Balbi      | Honda                            |         |
| Massimo Broccoli  | Cagiva Corse                     |         |
| Fabio Biliotti    | Team Katayama-Honda              |         |
| Bruno Kneubühler  | Römer-Honda                      |         |
| John Kocinski     | Roberts-Yamaha                   | [ 5 ]   |
| Ernst Gschwender  | Suzuki Deutschland               |         |
| Thierry Crine     | Konica Minolta-Suzuki            | [ 6 ]   |
| Juan López Mella  | Xunta-Honda                      |         |
| Cees Doorakkers   | Honda                            |         |
| Eddie Laycock     | Millar-Honda                     |         |
| Norihiko Fujiwara | Tech 21-Yamaha                   | [ 7 ]   |

### Top tien tussenstand 500cc-klasse
| Pos | Coureur          | Merk                               | Ptn |
| --- | ---------------- | ---------------------------------- | --- |
| 1   | Wayne Rainey     | Roberts-Lucky Strike-Yamaha        | 34  |
| 2   | Wayne Gardner    | Rothmans-HRC-Honda                 | 33  |
| 3   | Eddie Lawson     | Kanemoto Racing-Rothmans-HRC-Honda | 26  |
| 4   | Kevin Magee      | Roberts-Lucky Strike-Yamaha        | 24  |
| 4   | Christian Sarron | Gauloises-Sonauto-Yamaha           | 24  |
| 6   | Kevin Schwantz   | Pepsi-Suzuki                       | 20  |
| 7   | Tadahiko Taira   | Tech 21-Yamaha                     | 18  |
| 8   | Ron Haslam       | Pepsi-Suzuki                       | 13  |
| 9   | Niall Mackenzie  | Agostini-Marlboro-Yamaha           | 10  |
| 10  | Mick Doohan      | Rothmans-HRC-Honda                 | 8   |

## 250cc-klasse

### De training
Jean-Philippe Ruggia had met het Sonauto-team het circuit in februari verkend en dat bleek al in de trainingen. Hij reed dan ook de snelste trainingstijd. Juan Garriga was slechts zesde, omdat hij nog niet gewend was aan de nieuwe Yamaha YZR 250 met enkele krukas. Beste privérijder was Daryl Beattie, die de tiende tijd zette. 

#### Trainingstijden
| Pos | Coureur              | Merk                        | Tijd    |
| --- | -------------------- | --------------------------- | ------- |
| 1.  | Jean-Philippe Ruggia | Gauloises-Sonauto-Yamaha    | 1"38'83 |
| 2.  | Sito Pons            | Campsa-JJ Cobas-HRC-Honda   | 1"38'91 |
| 3.  | Luca Cadalora        | Agostini-Marlboro-Yamaha    | 1"39'05 |
| 4.  | Jacques Cornu        | Lucky Strike-ELF-HRC-Honda  | 1"39'37 |
| 5.  | Martin Wimmer        | Hein Gericke-Aprilia-Rotax  | 1"39'41 |
| 6.  | Juan Garriga         | Nieto-Ducados-Repsol-Yamaha | 1"39'55 |
| 7.  | Reinhold Roth        | HB-Römer-HRC-Honda          | 1"39'91 |
| 8.  | Helmut Bradl         | HB-Römer-HRC-Honda          | 1"39'99 |
| 9.  | Didier de Radiguès   | Aprilia-Rotax               | 1"40'12 |
| 10. | Daryl Beattie        | Honda                       | 1"40'13 |

### De race

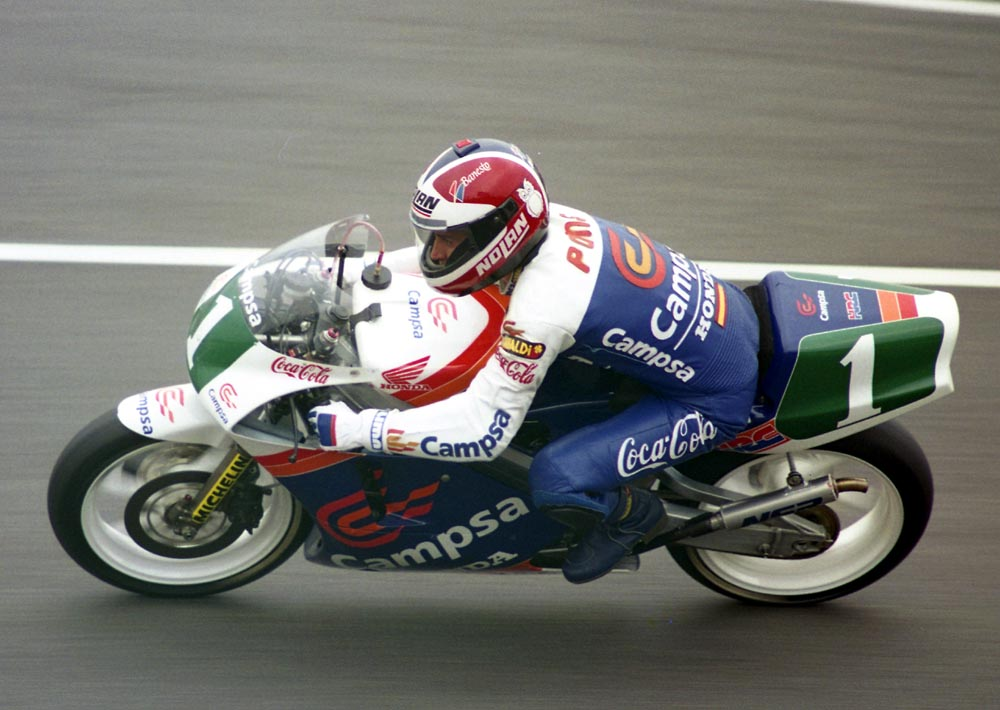
Sito Pons

Jacques Cornu had de beste start voor Jean-Phillippe Ruggia, Sito Pons, Luca Cadalora, Juan Garriga en Reinhold Roth. In de tweede ronde maakte Cadalora een fout waardoor hij terugviel naar de laatste plaats in de race. Ruggia en Pons namen afstand van de groep, deels als gevolg van het feit dat ze - tegen de afspraken in - bandenwarmers hadden gebruikt voor de start. Ruggia en Pons leverden een fel gevecht, dat Pons met slechts 0,13 seconde wist te winnen. Luca Cadalora had intussen het hele veld ingehaald en vocht zich van de laatste plaats terug naar het podium, slechts 8,75 seconde achter de winnaar. 
| Pos | Coureur                   | Merk                            | Tijd     | Grid | Punten |
| --- | ------------------------- | ------------------------------- | -------- | ---- | ------ |
| 1   | Sito Pons                 | Campsa-JJ Cobas-HRC-Honda       | 43"16'54 | 2    | 20     |
| 2   | Jean-Philippe Ruggia      | Gauloises-Sonauto-Yamaha        | +0'13    | 1    | 17     |
| 3   | Luca Cadalora             | Agostini-Marlboro-Yamaha        | +8'75    | 3    | 15     |
| 4   | Juan Garriga              | Nieto-Ducados-Repsol-Yamaha     | +11'59   | 6    | 13     |
| 5   | Reinhold Roth             | HB-Römer-HRC-Honda              | +18'13   | 7    | 11     |
| 6   | Jacques Cornu             | Lucky Strike-ELF-HRC-Honda      | +29'51   | 4    | 10     |
| 7   | Carlos Cardús             | Repsol-HRC-Honda España         | +33'04   | 11   | 9      |
| 8   | Helmut Bradl              | HB-Römer-HRC-Honda              | +33'17   | 8    | 8      |
| 9   | Didier de Radiguès        | Aprilia-Rotax                   | +53'40   | 9    | 7      |
| 10  | Alex Barros               | McDonald's-Venemotos-Yamaha     | +54'79   | 21   | 6      |
| 11  | Loris Reggiani            | HB-HRC-Honda                    | +54'92   | 12   | 5      |
| 12  | Daryl Beattie             | Honda                           | +55'30   | 10   | 4      |
| 13  | Martin Wimmer             | Hein Gericke-Aprilia-Rotax      | +56'06   | 5    | 3      |
| 14  | Masahiro Shimizu          | Ajinomoto-HRC-Honda             | +1"01'37 | 26   | 2      |
| 15  | August Auinger            | Project Consult-Yamaha          | +1"04'18 | 13   | 1      |
| 16  | Jochen Schmid             | Honda                           | +1"04'41 | 28   |        |
| 17  | Roy Leslie                | Yamaha                          | +1"04'96 | 18   |        |
| 18  | Iván Palazzese            | Aprilia-Rotax                   | +1"20'16 | 25   |        |
| 19  | Fabio Barchitta           | Rudy Project-Aprilia-Rotax      | +1"20'30 | 38   |        |
| 20  | Harald Eckl               | Römer-Aprilia-Rotax             | +1"20'59 | 22   |        |
| 21  | Gary Cowan                | Docshop-Yamaha                  | +1"20'71 | 32   |        |
| 22  | Javier Cardelús           | JJ Cobas-Rotax                  | +1"20'97 | 27   |        |
| 23  | Patrick van den Goorbergh | Docshop-Yamaha                  | +1"21'11 | 23   |        |
| 24  | Daniel Amatriaín          | Team Katayama-Ducados-HRC-Honda | +1"21'37 | 24   |        |
| 25  | Jean-François Foray       | Yamaha                          | +1"21'67 | 35   |        |
| 26  | Jean-François Baldé       | Yamaha                          | +1"25'06 | 34   |        |
| 27  | Stephen Whitehouse        | Yamaha                          | +1"30'10 | 39   |        |
| 28  | René Bongers              | Yamaha                          | +1 ronde | 17   |        |
| 29  | Darren Millner            | Yamaha                          | +1 ronde | 37   |        |
| 30  | David Horton              | Yamaha                          | +1 ronde | 33   |        |
| 31  | Brent Jones               | Yamaha                          | +1 ronde | 40   |        |
| 32  | Andreas Preining          | Aprilia-Rotax                   | +1 ronde | 36   |        |
| 33  | David Moore               | Yamaha                          | +1 ronde | 30   |        |

| Coureur        | Merk                 | Oorzaak | Grid |
| -------------- | -------------------- | ------- | ---- |
| Carlos Lavado  | Aprilia-Rotax        |         | 29   |
| Alberto Rota   | FMI-Aprilia-Rotax    |         | 15   |
| Chris Oldfield | Yamaha               |         | 31   |
| Alberto Puig   | Nieto-Ducados-Yamaha |         | 16   |
| Fausto Ricci   | FMI-Aprilia-Rotax    |         | 14   |
| Paolo Casoli   | Pileri-AGV-Honda     |         | 19   |
| Jeffrey Sayle  | Yamaha               |         | 20   |

| Coureur        | Merk          |
| -------------- | ------------- |
| M. Cooley      | Yamaha        |
| Mike Webb      | Yamaha        |
| Andy Leisner   | Honda         |
| H. McNicol     | Honda         |
| M. Renfrey     | Honda         |
| Chris Stafford | Yamaha        |
| T. Kingston    | Honda         |
| A. Miller      | Aprilia-Rotax |

| Coureur            | Merk               | Oorzaak  |
| ------------------ | ------------------ | -------- |
| Wilco Zeelenberg   | Samson-Sharp-Honda |          |
| John Kocinski      | Roberts-Yamaha     | [ 8 ]    |
| Toshihiko Honma    | Yamaha             | [ 9 ]    |
| Jim Filice         | HRC-Honda          | [ 10 ]   |
| Tadayuki Okada     | Cabin-HRC-Honda    | [ 4 ]    |
| Toshinobu Shiomori | Yamaha             | [ 4 ]    |
| Junya Arai         | Honda              | [ 4 ]    |
| Manfred Herweh     | Yamaha             | Blessure |
| Kevin Mitchell     | Yamaha             |          |
| Luis Lavado        | Yamaha             |          |

### Top tien tussenstand 250cc-klasse
| Pos | Coureur              | Merk                        | Ptn |
| --- | -------------------- | --------------------------- | --- |
| 1   | Sito Pons            | Campsa-JJ Cobas-HRC-Honda   | 37  |
| 2   | Luca Cadalora        | Agostini-Marlboro-Yamaha    | 30  |
| 3   | Jean-Philippe Ruggia | Gauloises-Sonauto-Yamaha    | 28  |
| 4   | John Kocinski        | Roberts-Yamaha              | 20  |
| 5   | Juan Garriga         | Nieto-Ducados-Repsol-Yamaha | 19  |
| 6   | Carlos Cardús        | Repsol-HRC-Honda España     | 17  |
| 6   | Jacques Cornu        | Lucky Strike-ELF-HRC-Honda  | 17  |
| 8   | Toshihiko Honma      | Yamaha                      | 13  |
| 9   | Helmut Bradl         | HB-Römer-HRC-Honda          | 12  |
| 10  | Reinhold Roth        | HB-Römer-HRC-Honda          | 11  |

## 125cc-klasse

### De training
Om Derbi vooruit te helpen was ingenieur Tomba uit Barcelona overgevlogen, maar Jorge Martínez voelde toch de grote druk die op hem rustte. Hij ging in de training twee keer onderuit door vastlopers, maar eindigde met de snelste trainingstijd. Opmerkelijk was de vierde tijd van Àlex Crivillé, die in de GP van Japan nog een sleutelbeen gebroken had. Ook was er bewondering voor de Brit Robin Milton, die in tegenstelling tot de fabrieksteams het circuit nog niet verkend had, maar als privérijder toch de vierde tijd realiseerde. 

#### Trainingstijden
| Pos | Coureur           | Merk                      | Tijd    |
| --- | ----------------- | ------------------------- | ------- |
| 1.  | Jorge Martínez    | Nieto-Ducados-Cepsa-Derbi | 1"45'53 |
| 2.  | Ezio Gianola      | Pileri-AGV-Honda          | 1"46'53 |
| 3.  | Hans Spaan        | Samson-Sharp-Honda        | 1"46'74 |
| 4.  | Àlex Crivillé     | Marlboro-JJ Cobas-Rotax   | 1"46'80 |
| 5.  | Robin Milton      | Honda                     | 1"47'21 |
| 6.  | Herri Torrontegui | Honda                     | 1"47'52 |
| 7.  | Koji Takada       | Fukuda-Honda              | 1"47'56 |
| 8.  | Allan Scott       | Honda                     | 1"47'99 |
| 9.  | Hisashi Unemoto   | Fukuda-Honda              | 1"48'10 |
| 10. | Stefan Prein      | Honda                     | 1"48'29 |

### De race

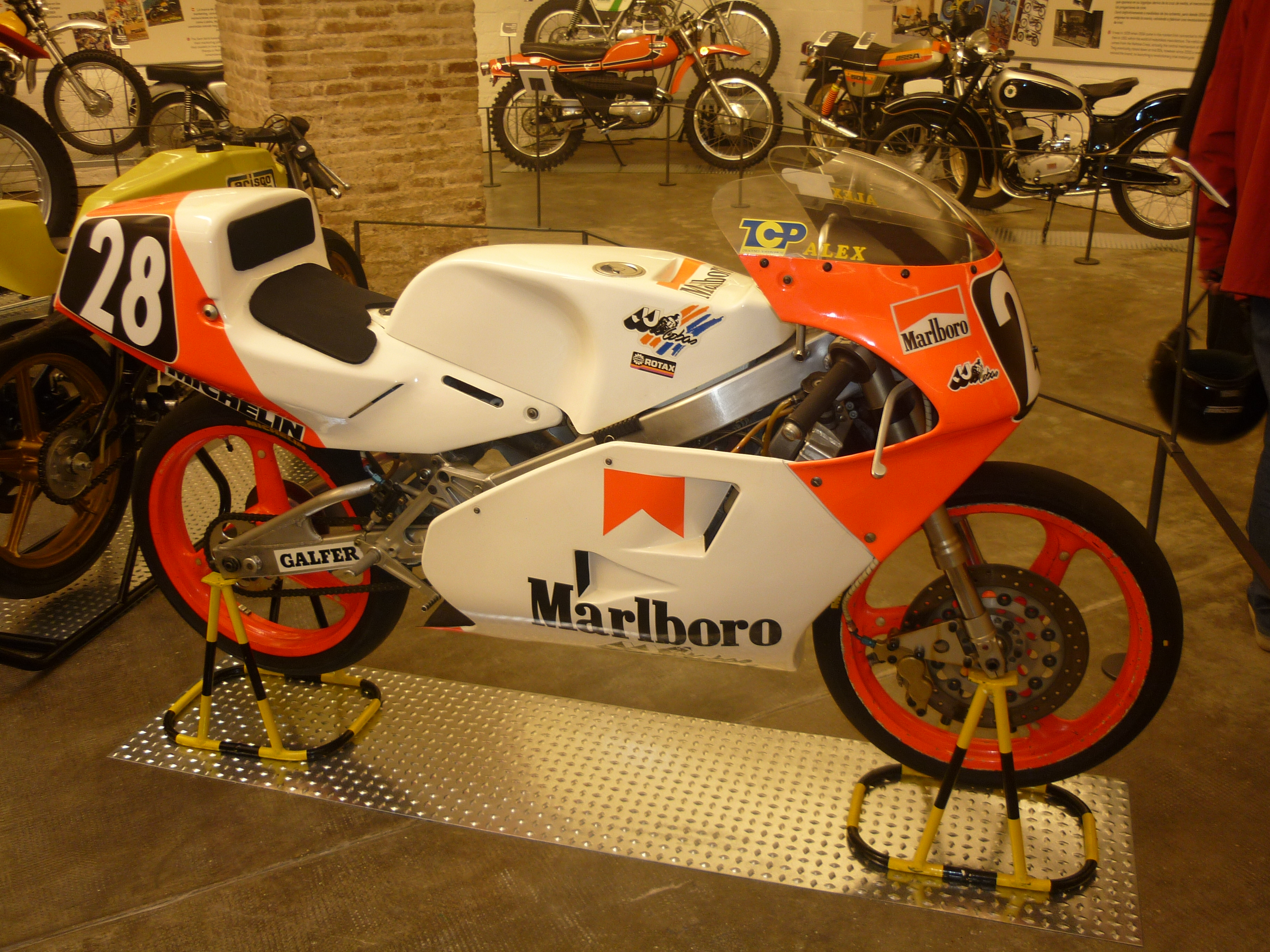
Marlboro-JJ Cobas-Rotax van Àlex Crivillé.

Na de start gingen Ezio Gianola en Jorge Martínez aan de leiding, gevolgd door Fausto Gresini, Allan Scott en Àlex Crivillé. Gianola ging in de vierde ronde echter onderuit, maar kon weer opstaan en zijn race vervolgen. Martínez had nu een flinke voorsprong, maar stopte in de tiende ronde omdat zijn Derbi opnieuw vastliep. Crivillé kwam zo vanzelf aan de leiding en won met negen seconden voorsprong op de verrassende Robin Milton en Allan Scott. Gianola werkte zich na zijn val weer op naar de vijfde plaats.
| Pos | Coureur            | Merk                       | Tijd     | Grid | Punten |
| --- | ------------------ | -------------------------- | -------- | ---- | ------ |
| 1   | Àlex Crivillé      | Marlboro-JJ Cobas-Rotax    | 39"40'04 | 4    | 20     |
| 2   | Robin Milton       | Honda                      | +8'72    | 5    | 17     |
| 3   | Allan Scott        | Honda                      | +13'64   | 8    | 15     |
| 4   | Stefan Prein       | Honda                      | +17'55   | 10   | 13     |
| 5   | Ezio Gianola       | Pileri-AGV-Honda           | +18'89   | 2    | 11     |
| 6   | Julián Miralles    | Nieto-Ducados-Cepsa-Derbi  | +28'36   | 16   | 10     |
| 7   | Fausto Gresini     | FMI-Marlboro-Aprilia-Rotax | +38'77   | 13   | 9      |
| 8   | Hans Spaan         | Samson-Sharp-Honda         | +41'90   | 3    | 8      |
| 9   | Luis Miguel Reyes  | Marlboro-Honda             | +52'50   | 11   | 7      |
| 10  | Adi Stadler        | Honda                      | +52'67   | 21   | 6      |
| 11  | Robin Appleyard    | Honda                      | +53'02   | 18   | 5      |
| 12  | Lucio Pietroniro   | Honda                      | +53'97   | 14   | 4      |
| 13  | Ian Saunders       | Honda                      | +1"02'02 | 24   | 3      |
| 14  | Johnny Wickström   | Honda                      | +1"03'64 | 19   | 2      |
| 15  | Alex Bedford       | 7Up-EMC-Rotax              | +1"05'96 | 25   | 1      |
| 16  | Domenico Brigaglia | Garelli                    | +1"06'08 | 31   |        |
| 17  | Peter Galvin       | Honda                      | +1"10'09 | 34   |        |
| 18  | Thierry Feuz       | Honda                      | +1"11'22 | 23   |        |
| 19  | Rafael Roses       | Metrakit-JJ Cobas-Rotax    | +1"18'58 | 20   |        |
| 20  | Gerhard Waibel     | Honda                      | +1"30'65 | 29   |        |
| 21  | Michael Brown      | Honda                      | +1"31'15 | 35   |        |
| 22  | Steve Broughy      | Honda                      | +1"46'22 | 37   |        |
| 23  | Michael Haisman    | Honda                      | +1"54'01 | 39   |        |
| 24  | Mike Leitner       | Honda                      | +1 ronde | 32   |        |
| 25  | Colin Clark        | Honda                      | +1 ronde | 28   |        |
| 26  | Klausà Barker      | Honda                      | +1 ronde | 38   |        |
| 27  | Alan Bradshaw      | Honda                      | +1 ronde | 15   |        |
| 28  | Valerio Vivarelli  | Rotax                      | +1 ronde | 40   |        |

| Coureur              | Merk                      | Oorzaak    | Grid |
| -------------------- | ------------------------- | ---------- | ---- |
| Bruno Casanova       | FMI-Aprilia-Rotax         |            | 12   |
| Herri Torrontegui    | Honda                     |            | 6    |
| Koji Takada          | Fukuda-Honda              | Val        | 7    |
| Jorge Martínez       | Nieto-Ducados-Cepsa-Derbi | Vastloper  | 1    |
| Kryszstof Galatowicz | Honda                     |            | 22   |
| Hisashi Unemoto      | Fukuda-Honda              | Motor      | 9    |
| Stefan Dörflinger    | Marlboro-Aprilia-Rotax    |            | 27   |
| Heinz Lüthi          | Honda                     |            | 30   |
| Corrado Catalano     | Gazzaniga-Rotax           |            | 17   |
| Trevor Manley        | Honda                     |            | 36   |
| Emilio Cuppini       | Garelli                   | Ontsteking | 33   |

| Coureur     | Merk           | Grid |
| ----------- | -------------- | ---- |
| Juan Bolart | JJ Cobas-Rotax | 26   |

| Coureur        | Merk  |
| -------------- | ----- |
| Peter McFayden | Honda |
| Ian Thornley   | ITB   |
| Martin Hubert  | Rotax |

| Coureur             | Merk           | Oorzaak |
| ------------------- | -------------- | ------- |
| Dirk Raudies        | Honda          |         |
| Alfred Waibel       | Honda          |         |
| Taru Rinne          | Servisco-Honda |         |
| Doriano Romboni     | Honda          |         |
| Flemming Kistrup    | Honda          |         |
| Masayuki Hirose     | Honda          | [ 4 ]   |
| Kenishi Yoshida     | Honda          | [ 4 ]   |
| Jean-Claude Selini  | Honda          |         |
| Masato Shima        | Honda          | [ 4 ]   |
| Yukata Fujiwara     | Honda          | [ 4 ]   |
| Kazuaki Yamashita   | Honda          | [ 4 ]   |
| Hubert Abold        | Honda          |         |
| Shin'ichi Fujiyama  | Honda          | [ 4 ]   |
| Kasuya Yamada       | Honda          | [ 12 ]  |
| Josef Fischer       | Honda          |         |
| Hervé Duffard       | Honda          |         |
| Bady Hassaine       | Honda          |         |
| Jean-Pierre Jeandat | Honda          |         |
| Stuart Edwards      | Honda          |         |
| Gabriele Debbia     | Aprilia-Rotax  |         |

### Top tien tussenstand 125cc-klasse
| Pos | Coureur         | Merk                       | Ptn |
| --- | --------------- | -------------------------- | --- |
| 1   | Ezio Gianola    | Pileri-AGV-Honda           | 31  |
| 2   | Robin Milton    | Honda                      | 21  |
| 3   | Àlex Crivillé   | Marlboro-JJ Cobas-Rotax    | 20  |
| 4   | Allan Scott     | Honda                      | 18  |
| 5   | Hisashi Unemoto | Fukuda-Honda               | 17  |
| 6   | Koji Takada     | Fukuda-Honda               | 15  |
| 7   | Fausto Gresini  | FMI-Marlboro-Aprilia-Rotax | 14  |
| 8   | Stefan Prein    | Honda                      | 13  |
| 8   | Masayuki Hirose | Honda                      | 13  |
| 10  | Kenishi Yoshida | Honda                      | 11  |

## Trivia

### Poleposition
Dat Kevin Schwantz met een Suzuki op poleposition stond was voor het eerst sinds de Belgische GP van 1982. Toen stond Jack Middelburg op de eerste startplaats. Middelburg kon die plaats niet verzilveren door carburatieproblemen, Schwantz door een valpartij in de eerste ronde.

### Bandenwarmers
De IRTA-teams hadden afgesproken dat er geen bandenwarmers gebruikt mochten worden op de startgrid, omdat dit te veel tijd kostte en ook omdat het oneerlijk was tegenover de minder kapitaalkrachtige rijders die geen bandenwarmers hadden. Sito Pons en Jean-Philippe Ruggia trokken zich echter niets aan van deze afspraak en waren in de 250cc-race duidelijk sneller dan hun concurrenten.

### Vieze schoenen
Ezio Gianola weet zijn val in de 125cc-race aan het publiek, dat na de overwinning van Wayne Gardner met vieze schoenen over de baan had gelopen waardoor deze glad was. Dat zou kunnen, maar feit is dat 38 collega's dat probleem niet hadden.

### Oorzaak en gevolg
Hans Spaan had de hele race problemen omdat zijn Honda RS 125 bij lage toerentallen dreigde af te slaan. Daarom moest hij tijdens het remmen met zijn rechterhand ook nog het gas een beetje openhouden om de motor draaiende te houden. Dit was een lastige handeling, waardoor hij tijdens de race ten val kwam. Hij werd uiteindelijk toch nog achtste. Hij ontdekte de oorzaak van de slecht lopende motor na de race. Hij had de originele Öhlins-schokdemper vervangen door een exemplaar van WP. Die demper was echter iets dikker waardoor de carburateur te weinig lucht kreeg.

### Robin Milton
Robin Milton werd voor zijn goede vriend Allan Scott tweede. Hij zette bandenfabrikanten Dunlop en Michelin een beetje te kijk, want toen hij enkele weken voor de opening van het seizoen zijn Honda RS 125 kocht konden/wilden die hem geen banden leveren. Milton klopte ten einde raad aan bij Bridgestone, dat hem de banden leverde waarmee hij nu het podium bereikte. 

### Garelli en Derbi
Dat privérijders zoals Robin Milton en Allan Scott zo goed konden presteren lag ook aan de gedoodverfde toppers, die steeds in het gras moesten bijten ten opzichte van de Honda RS 125's. Derbi had grote problemen door vastlopende motoren, maar ook de machine die heel bleef (Julián Miralles) kwam er niet aan te pas. Bij Garelli waren de problemen zo mogelijk nog groter. Na een compleet mislukt seizoen 1988 werd nu weer geen punten gescoord. Domenico Brigaglia was ruim een minuut trager dan winnaar Àlex Crivillé en Europees kampioen Emilio Cuppini viel uit.
1989 · 1990 · 1991 · 1992 · 1993 · 1994 · 1995 · 1996 · 1997 · 1998 · 1999 · 2000 · 2001 · 2002 · 2003 · 2004 · 2005 · 2006 · 2007 · 2008 · 2009 · 2010 · 2011 · 2012 · 2013 · 2014 · 2015 · 2016 · 2017 · 2018 · 2019 · 2022 · 2023 · 2024 · 2025